# Thiên hạ vô tặc
Thiên hạ vô tặc (chữ Hán phồn thể: 天下無賊, chữ Hán giản thể: 天下无贼, tựa tiếng Anh: A World Without Thieves) là một bộ phim điện ảnh hành động - tâm lý do Trung Quốc và Hồng Kông hợp tác sản xuất vào năm 2004. Phim do Phùng Tiểu Cương viết kịch bản và làm đạo diễn, chuyển thể từ tiểu thuyết cùng tên của nhà văn Triệu Bản Phúc, với dàn diễn viên chính gồm Lưu Đức Hoa, Lưu Nhược Anh, Lý Băng Băng, Vương Bảo Cường và Cát Ưu. Thiên hạ vô tặc không chỉ đạt được thành công lớn về mặt thương mại mà còn nhận được nhiều lời khen ngợi từ các nhà phê bình nghệ thuật, là một trong những bộ phim tiêu biểu của Phùng Tiểu Cương, đạo diễn nổi tiếng với các phim về đề tài tâm lý xã hội.

## Nội dung
Vương Bác và Vương Lệ là một đôi vợ chồng chuyên hành nghề ăn trộm và lường gạt người khác. Có lẽ họ sẽ mãi sống vương giả và hành nghề như vậy nếu như người vợ không mang thai và khao khát hướng thiện. Vương Lệ không muốn con mình lớn lên phải thấy xấu hổ về nghề nghiệp của ba mẹ nó, nhưng Vương Bác quá mải mê với những đồng tiền kiếm được nên không để ý đến lời tâm sự của vợ. Thất vọng và chán nản, Vương Lệ quyết định chia tay Vương Bác cũng như một mình từ bỏ lối sống bất lương. Cô gặp khó khăn giữa hoang mạc nhưng may mắn được một chàng trai ngốc nghếch tên Sọa Căn giúp đỡ.
Sọa Căn thực sự là một con người có tính cách phi thực tế đến kinh ngạc. Anh chàng dân quê đang trên đường từ chỗ làm thuê trở về quê để cưới vợ, trong người mang theo tận 60.000 tệ với niềm tin trên đời chẳng có ai là người xấu. Cơ hội để Vương Lệ báo đáp ân nhân đã đến khi vợ chồng cô cùng đi trên chuyến tàu đường dài với Sọa Căn. Tất nhiên, Vương Bác không đời nào chịu bỏ qua con mồi béo bở như vậy mặc dù vợ anh tìm mọi cách bảo vệ chàng ngốc. Không chỉ vậy, Sọa Căn còn là mục tiêu của một băng trộm khét tiếng đang có mặt trên tàu, đứng đầu là Chú Lê - huyền thoại sống của giới trộm cắp, cùng đám đồng bọn gồm Số Hai, Bốn Mắt và cô gái trẻ quyến rũ Tiểu Diệp. Bí mật đứng đằng sau cuộc tranh giành của Vương Bác và băng của Chú Lê còn có một toán cảnh sát đang truy đuổi dấu vết của những tên trộm. Cuộc đối đầu thiện ác cứ thế diễn ra một cách gây cấn, quyết liệt trên chuyến tàu đang lao đi.
Cuối cùng Vương Bác cũng nghe theo lời vợ, anh đồng ý bảo vệ Sọa Căn để tích đức cho đứa con sắp chào đời. Sau khi đi hiến máu, Sọa Căn mệt mỏi nằm mê man. Nhân cơ hội này Chú Lê trộm số tiền của anh và định bỏ trốn. Vương Bác cho vợ mình chạy thoát khỏi con tàu trước, rồi anh ở lại đánh tay đôi với Chú Lê để giành lại số tiền cho Sọa Căn. Mặc dù số tiền đã được lấy lại, nhưng Vương Bác đã bị thương nặng và chết ngay tại chỗ. Khi con tàu dừng ở nhà ga, cả băng trộm của Chú Lê đều bị cảnh sát bắt. Sau này Vương Lệ sống một mình nuôi con, cô cũng thường đi chùa để sám hối những tội lỗi mà vợ chồng cô đã làm trong quá khứ.

## Diễn viên
- Lưu Đức Hoa vai Vương Bác
- Lưu Nhược Anh vai Vương Lệ
- Vương Bảo Cường vai Sọa Căn
- Cát Ưu vai Chú Lê
- Lý Băng Băng vai Tiểu Diệp
- Vưu Dũng vai Số Hai
- Lâm Gia Đống vai Bốn Mắt
- Trương Hàm Dư vai Người cảnh sát

## Đề cử và Giải thưởng
- Giải Kim Mã 2005
  - Chuyển thể kịch bản xuất sắc nhất - Phùng Tiểu Cương, Vương Cương, Lâm Lý Sinh, Trương Gia Lỗ
  - Phim hay nhất (đề cử)
  - Đạo diễn hành động xuất sắc nhất (đề cử)
  - Dựng phim xuất sắc nhất (đề cử)
- Giải thưởng Điện ảnh Hồng Kông, 2005
  - Phim châu Á hay nhất (đề cử)
- Giải Golden Bauhinia, 2005
  - Một trong 10 phim Hoa ngữ hay nhất
  - Nữ diễn viên chính xuất sắc nhất — Lưu Nhược Anh
  - Phim hay nhất (đề cử)
  - Đạo diễn xuất sắc nhất (đề cử)
  - Nam diễn viên chính xuất sắc nhất — Lưu Đức Hoa (đề cử)
- LHP Quốc tế Montréal (Canada), 2005
  - Grand Prix des Amériques (đề cử)
- Giải Kim Kê - Bách Hoa, 2006
  - Nữ diễn viên chính xuất sắc nhất - Lưu Nhược Anh
  - Đạo diễn xuất sắc nhất (đề cử)
  - Nữ diễn viên phụ xuất sắc nhất - Lý Băng Băng (đề cử)